# Charmon brevinervis
Charmon brevinervis är en stekelart som beskrevs av Van Achterberg 1979. Charmon brevinervis ingår i släktet Charmon och familjen bracksteklar. Inga underarter finns listade i Catalogue of Life.